# Língua wukchumni
Wukchumni é um dialeto extinto de língua tule-kaweah yokuts que foi historicamente falada pelo povo de Wukchumni da bifurcação leste do rio Kaweah da Califórnia.

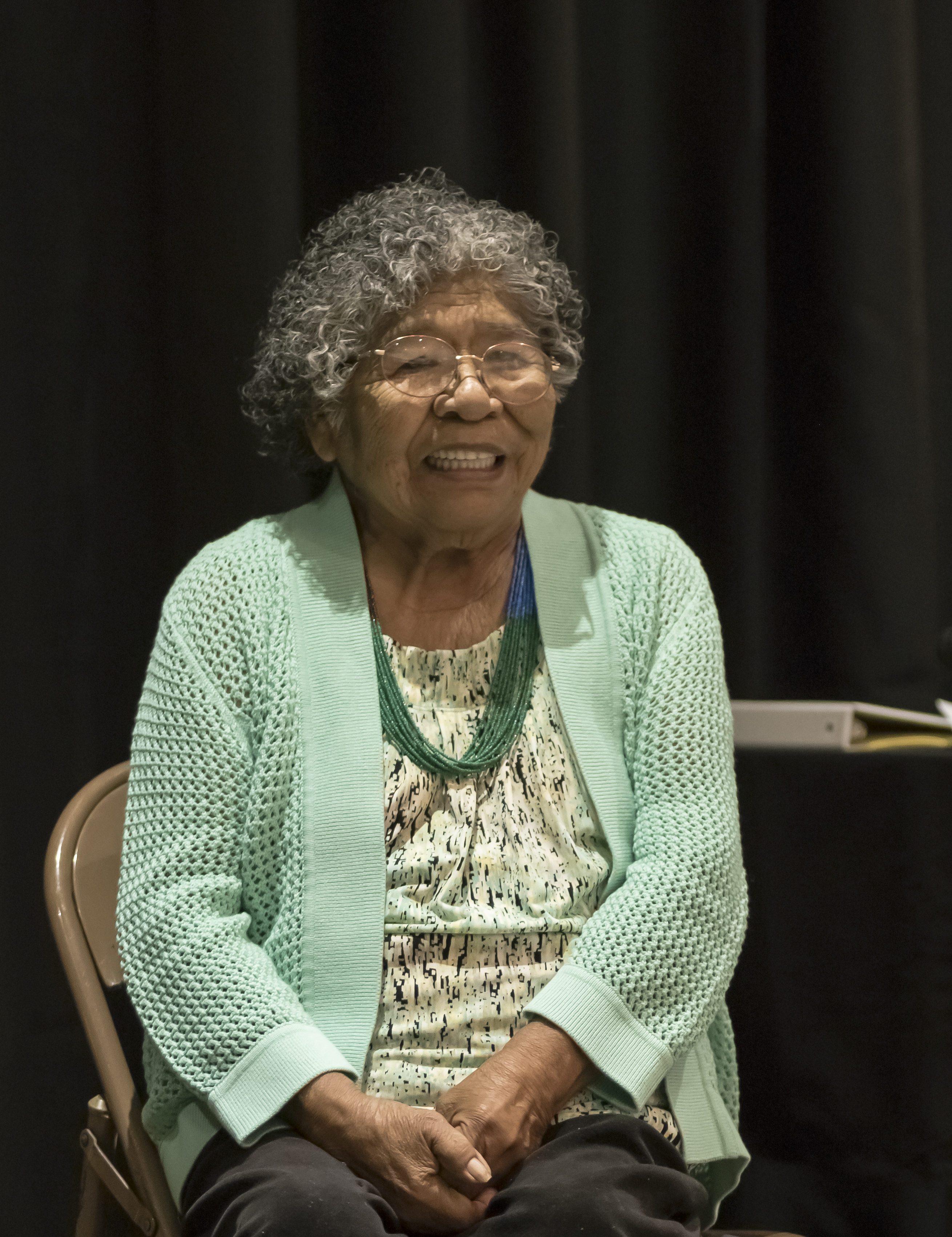
Marie Wilcox em 2016

Marie Wilcox, nascida em 1933, foi a última falante nativo da língua.

## Status
O Wukchumni foi classificado como 8a ou "moribundo" na Escala Intergeracional Gradual Expandida Gradual de Ethnologue em termos de perigo de extinção 

## Revitalização
No início dos anos 2000, Marie Wilcox, auxiliada por sua filha, Jennifer Malone começou a compilar um dicionário Wukchumni. Wilcox e Malone atualmente ministram aulas ensinando iniciantes Wukchumni a membros tribais interessados.
Esforços para reviver a língua Wukchumni também foram organizados por meio do Programa de Aprendizagem de Idiomas para Mestres Aprendizes. 

### Possibilidade de mais falantes nativos
Destiny Treglown, bisneta de Marie Wilcox, está criando seu filho, Oliver, como falante de Wukchumni. Se Oliver atingir a fluência, ele se tornará o único outro falante nativo da língua e o primeiro em quatro gerações.